# Tarom
Tarom (en persa شهرستان طارم) és un comtat a la província de Zanjan o Zandjan a l'Iran. La capital és Ab Bar. Al cens de 2006 constava amb 42.939 habitants. És dividit en dos districtes: Central i Chavarzaq amb capitals a les dues úniques ciutats municipalitats del comtat: Chavarzaq i Ab Bar. No s'ha de confondre amb el Taron armeni.
El districte medieval de Tarom es trobava a la riba del Safi Rud al Daylam cap al sud-est del llac Urmia. Limitava per l'est amb el districte de Khalkhal. Hi havia dos pobles amb aquest nom i al-Mustawfi l'anoema el districte dels dos Tarom (àrab Tarum), però no pels dos pobles sinó per l'alt Tarom i el baix Tarom; el primer centrat a Kalayi Taj i el segon a Shamiran. La població al segle xiv era sunnita xafiïta però va esdevenir xiïta més tard. El Tarom estava en la ruta entre Ardebil i Zandjan.

## Història
Se suposa el territori habitat pels cadusis. Al-Djayhani encara designava el territori al segle xi com Kadustan. Va començar a jugar algun paper a l'època de la dinastia musafírida o kangàrida que va tenir Shamiran com a capital i va dominar l'Azerbaidjan, Arran, Gilan i el territori fins a Rayy. La família Kangari es va apoderar del castell de Shamiran al Tarum (Tarom), dins el districte de Kazwin; el fundador de la família fou conegut com a Musafir (en realitat es deia Aswar) i el seu fill, Muhammad ben Musafir (o Sallar ibn Musafir, i per això també dinastia sallàrida) es va casar amb Kharatsuya, filla del príncep Djustànida de Rudhbar (vers 640-928 sobirana i vers 928-1042 local) Djustam III (que governava vers el 900). El 919 Muhammad va matar a l'oncle de la seva dona Ali ibn Wahsudan per venjar la mort del seu sogre Djustan ibn Wahsudan, i des de llavors ambdues famílies van estar enfrontades. L'emir djustànida es va refugiar a les terres del daylamita Asfar ben Shiroya de Rayy i Kazwin, qui va enviar al ziyàrida Mardawidj ibn Ziyar contra Muhammad, però Mardawidj es va aliar a Muhammad i va derrotar i matar a Asfar (931). El 941 els dos fills de Muhammad, Marzuban i Wahsudan, van prendre el control de Shamiran i van empresonar al pare, i es van repartir els dominis: Wahsudan va quedar amo del Tarum (amb Shamiran) i Marzuban va anar a les terres a l'Azerbaidjan i a Armènia. Durant uns anys hi va haver conflictes i reconciliacions entre els germans i els seus respectius fills.
Wahsudan va retenir amb problemes el poder a Tarum i a les conquestes que havia fet a la regió (Zandjan, Abhar i Suhraward) i va morir el 966. El seu fill Ismail ben Wahsudan el devia succeir. El 989 va morir el seu germà Nuh ben Wahsudan i va deixar un fill infant de nom probablement Djustan. L'emir buwàyhida Fakhr al-Dawla va anar a Shamiran, la va ocupar i va deposar el jove Djustan i es va casar amb la seva mare i vídua de Nuh. A la mort de Fakr al-Dawla (997), un jove emir de nom Ibrahim ben Marzuban ben Ismail ben Marzuban, que era net d'Ismail ben Wahsudan i besnet de Wahsudan, es va apoderar de la fortalesa de Sardjihan i del Tarum i va restablir el domini familiar que va engrandir notablement i el 1020 dominava Kazwin.
El 1022 Mahmud de Gazni va ocupar Rayy i va enviar contra els musafírides al daylamita Kharamil, però no va obtenir resultats i Mahmud va retornar al Khurasan el 1029; no obstant el fill de Mahmud, Masud ibn Mahmud, després de provar-ho militarment, va capturar a Ibrahim mitjançant un parany. Però el fill d'Ibrahim, anomenat "el Salar de Tarum" va conservar Sardjihan, i el 1037 dominava altre cop els dominis paterns. Aquest fill era probablement el mateix Djustan ibn Ibrahim del que parla amb elogi el viatger i historiador Nasir-i-Khusraw el 1045, i que diu que portava els títols de "Marzuban al-Daylam Gil-i-Gilan (Djil-i-Djilan) Abu Salih mawla amir al-muminim". El 1062 Tarum apareix governat per un príncep de nom Musafir, que va haver de pagar tribut a Toghrul Beg. Algun temps després se suposa que les seves fortaleses foren ocupades pels ismaïlites d'Alamut. Yakut diu que els ismaïles van destruir algunes fortaleses però en circumstàncies desconegudes i entre elles Shamiran; altres foren ocupades per ells com Kalat (que tenien ocupada al temps de Yakut).

## Emirs de Tarum
- Wahsudan ben Muhammad 941-966
- Ismail ben Wahsudan 966-?
- Nuh ben Wahsudan ?-989
- Kakr al-Dawla (dinastia buwàyhida) 989-997
- Ibrahim ben Marzuban ben Ismail 997-1022
- Djustan ben Ibrahim 1022-vers 1050
- Musafir (ben Djustan?) vers 1050-1075
- als ismaïlites vers 1075

Després de l'època mongola els ismaïlites foren eliminats. Amb l'establiment de la capital il-kànida a Sultaniyya, Tarum va adquirir importància. Un shina mongol va governar el districte; el shina Giray és esmentat el 1307 com inductor de la campanya a Gilan d'aquell any. Sota els timúrides un kan governava a Khalkhal i sobre el Tarom. Els historiadors de Gilan esmenten que a la mort de Yakub dels aq qoyunlu el 1491, es va apoderar de Shamiran la dinastia Kar Kiya de Gilan, dirigida per Mirza Ali, per mitjà d'un estratagema; això deixa entendre que la fortalesa estava en bon estat i havia estat reconstruïda en algun moment entre 1275 i 1475. Contra Mirza Ali es va revoltar a Shamiran un tal Mir Zayn al-Abidin al-Tarumi, però fou derrotat. En temps de Rustam Beg aq qoyunlu (1492-1497) el seu general Dede Beg amb 10.000 homes, es va apoderar de la "fortalesa de Tarom" que seria Shamiran, però al temps de la lluita entre Alwand aq qoyunlu i Muhammadi (1500-1501) altre cop Mirza Ali kar kiya se'n va apoderar ("va alliberar Tarum de la dominació turca" segons els historiadors gilanis).
El safàvida Ismail I s'havia amagat als dominis dels Kar Kiya i que tenia bona comunicació amb Ardabil, el lloc hereditari de la família. El 1500 Ismail I en el seu itinerari va passar per Tarom, Barandak, Nasak, Kui, Hifzabad, Abaruk i Ardabil. El xa va passar a Tarom l'hivern del 1515; la dinastia Kar Kiya fou abolida el 1592; els safàvides van utilitzar la regió com a base per atacs a Gilan el 1594-1595. Progressivament la població iranià (gilanis i daylamis) fou absorbida per turcmans. Amb Nadir Sha els turcs Amarlu foren establerts a Mandjil i a Push-e Kuh dins del Tarom; Rawlinson identifica als habitants com a membres de la tribu Lulu (Lolo), probablement kurds turquitzats. Sota els qajars fou un feu concedit a Muhammad Khan Dawalu i al seu fill Allahyar Asaf al-Dawla, i després altres descendents. Al pujar al poder Rida Shah es va enviar una expedició al Tarom i els senyors locals dels diferents pobles (el principal el de Khalkhal), foren penjats.